# Странский, Иван Николов
Иван Николов Странский (болг. Иван Николов Странски; 2 января 1897 — 19 июня 1979) — болгарский физикохимик, основоположник болгарской школы физикохимии, который считается «отцом» выращивания кристаллов.

## Биография
Родился в Софии в семье Николы Странского, придворного аптекаря, и Марии Странской-Корн, прибалтийской немки. Из калоферского рода Странских: дед — революционер и политик Георгий Странский; двоюродный брат — почвовед Иван Тодоров Странский. С детства страдал от костного туберкулёза, который в то время был неизлечимым заболеванием.
Окончил 1-ю мужскую софийскую гимназию. Изначально хотел изучать медицину, чтобы найти лекарство от своей болезни, однако, проучившись один год в Вене, разочаровался в своём выборе. В 1922 году окончил факультет химии Софийского университета, в Берлине под руководством Пауля Гюнтера защитил докторскую диссертацию на тему рентгеновской спектроскопии. В 1925 году избран доцентом кафедры физической химии физико-математического факультета Софийского университета и стал первым преподавателем физической химии в Болгарии. В 1929 году стал ассоциирующим профессором, в 1937 году — почётным профессором. Читал лекции по физической химии, привлекал к работе таких людей, как Ростислав Каишев и Любомир Крыстанов, с которыми осуществлял крупные исследования.
В 1930 году благодаря стипендии фонда Рокфеллера Странский устроился на работу в Берлинский технический университет, трудясь совместно с Максом Фольмером и Каишевым. В 1935—1936 годах Каишев опубликовал фундаментальные труды по теории средних отделительных работ, а Странский с Крыстановым предположил принцип выращивания кристаллов на основании другого кристалла. В его работах был выведен механизм роста Странского — Крыстанова. В 1935—1936 годах возглавлял кафедру Уральского института физики и механики в Свердловске.
По предложению Вальтера Косселя переехал в Бреслау. Во время войны занимался прикладными разработками (например, предотвращение обледенения немецких самолётов). Вернулся в Берлин в конце войны, где работал в институте физической и электрической химии имени Кайзера Вильгельма. После ареста Фольмера и его вывоза в СССР Странский возглавил кафедру физической химии Берлинского технического университета в Западном Берлине, возобновив занятия в 1945 году. Декан факультета общих и инженерных наук в 1948—1949 годах, заместитель ректора. В 1953 году возглавил институт Фрица Габера, директорами которого в прошлом были Макс фон Лауэ и Альберт Эйнштейн.
В 1944 году после прихода к власти Отечественного фронта Странского уволили с кафедры в Софийском университете, обвинив в сотрудничестве с гитлеровцами. Однако стараниями его учеников в 1960-е годы Странский был избран иностранным членом Болгарской академии наук, а в 1967 году впервые после войны приехал на Родину. Скончался в 1979 году, похоронен в Берлине.
Член Гёттингенской академии наук (1939), Баварской академии наук (1959), Нью-Йоркской академии наук и Шведской академии наук. Почётный сенатор Берлинского технического университета Западного Берлина (1962). Имя Странского присвоено Институту физике и химии Берлинского технического университета и Институту металлургии в Оберхаузене. Дважды кавалер ордена Кирилла и Мефодия, лауреат множества международных наград и премий.

## Научные работы
Вместе с Косселем Странский основал молекулярно-кинетическую теорию формирования и роста кристаллов, первым ввёл понятие «положение полукристалла». Вместе с Ростиславом Каиешвым установил связь между форматом, структурой и силой межмолекулярного взаимодействия в кристаллах на базе молекулярной трактовки. Разработал метод средних отделительных работ — молекулярно-кинетический метод, который сыграл роль в развитии теории зарождения и роста кристаллов. Автод модели Каишева — Странского послойного роста кристаллов, объяснил связь между двумерным зародышеобразованием и спиральным ростом кристаллов. С Любомиром Крыстановым вывел механизм роста кристалла одного на другом. В Берлине работа в разных областях физической химии, преимущественно теоретических разработках с практическим приложением: триболюминисценция, плавление, разложение уротропина, электронная эмиссия кристальных поверхностей (предпосылка к созданию автоэмиссионного микроскопа — FEM). Серьёзное приложение получили работы в области металлургии, которые повысили эффективности добычи руды в Западной Германии.